# Venezillo apacheus
Venezillo apacheus är en kräftdjursart som först beskrevs av Stanley B. Mulaik 1942.  Venezillo apacheus ingår i släktet Venezillo och familjen Armadillidae. Inga underarter finns listade i Catalogue of Life.